# Grand Prix de Tennis de Lyon 2002
Grand Prix de Tennis de Lyon 2002 — тенісний турнір, що проходив на кортах з твердим покриттям у місті Ліон, Франція з 7 жовтня . Належав до категорії ATP International Series, був турніром серії Open Sud de France 2002 року.

## Фінальна частина

### Одиночний розряд
Поль-Анрі Матьє —  Густаво Куертен 4–6, 6–3, 6–1

### Парний розряд
Вейн Блек /  Кевін Ульєтт —  Марк Ноулз (тенісист) /  Деніел Нестор 6–4, 3–6, 7–6(7–3)